# (589) Croatia
(589) Croatia ist ein Asteroid des Hauptgürtels, der am 3. März 1906 von August Kopff in Heidelberg entdeckt wurde.
Der Asteroid ist nach dem Land Kroatien benannt.